# Kia Ray

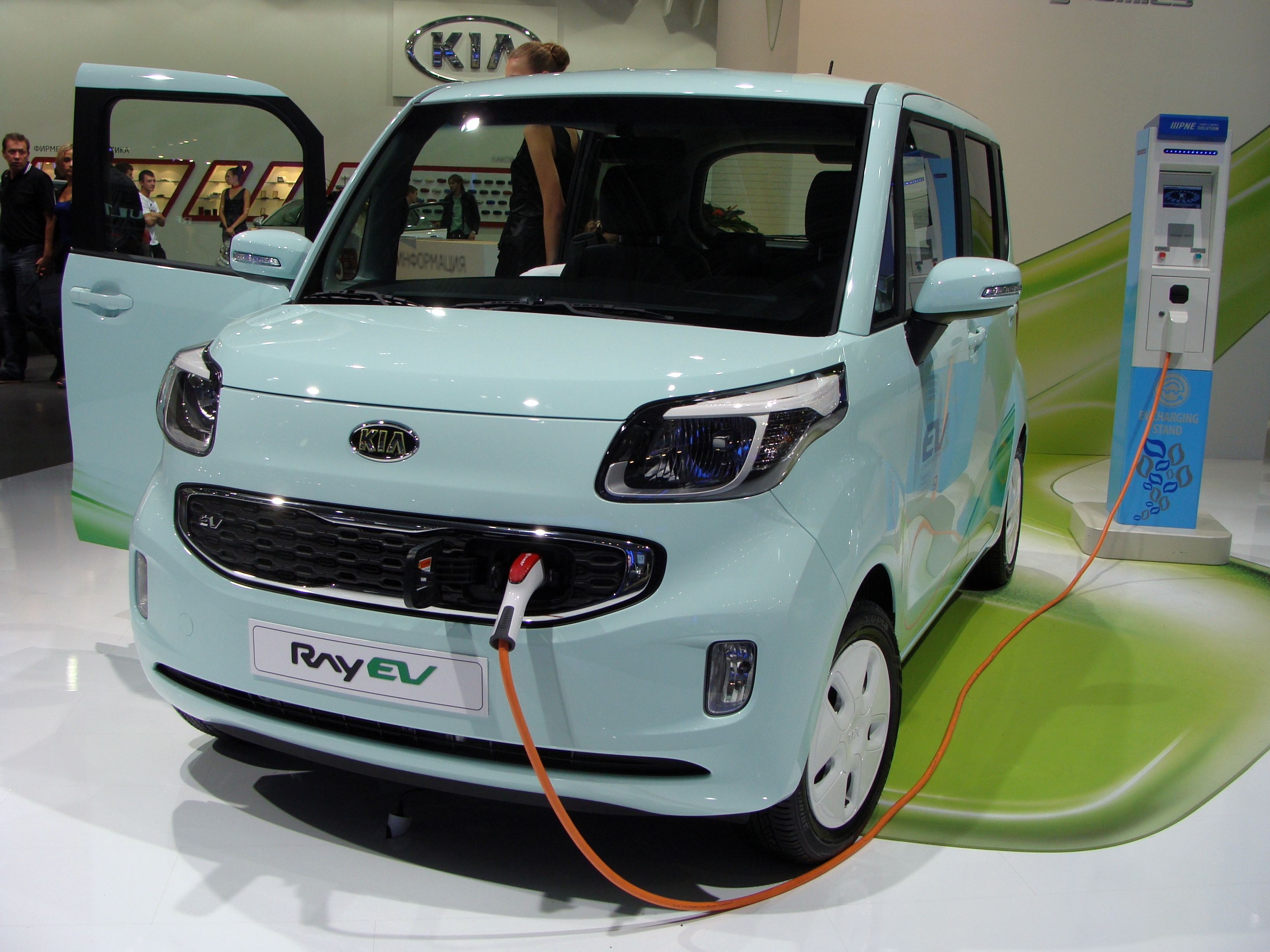
Kia Ray EV

Der Kia Ray EV ist ein elektrisch betriebener Minivan von Kia. Der Kia Ray wurde 2012 erstmals verkauft; es wurde eine limitierte Auflage von 2500 Fahrzeugen produziert. Äußerlich entspricht der fast quaderförmige Kleinwagen weitgehend dem Kia Ray mit 1000-cm³-Benzinmotor, der im November 2011 in Korea auf den Markt kam. Beide Varianten werden auf derselben Montagelinie produziert und sind bis auf Weiteres nur in Korea erhältlich. Die weltweite Markteinführung wird im Jahr 2014 erwartet. 

## Leistung
Der Ray EV erreicht eine Höchstgeschwindigkeit von 130 km/h. Die Beschleunigung von 0 auf 100 km/h schafft das Elektroauto in 15,9 Sekunden. Der 50 kW (68 PS) starke Elektromotor des Ray EV, der die Vorderräder antreibt, wird von einem Lithium-Polymer-Akkumulator mit einer Kapazität von 16,4 kWh versorgt. Die Batterie ist auf eine Lebensdauer von zehn Jahren ausgelegt und unter den Rücksitzen eingebaut. Die elektrische Reichweite beträgt rund 140 km, je nach Fahrsituation kann sich der Wert jedoch ändern. Der Akku des Ray EV lässt sich laut Herstellerangaben an jeder 230-Volt-Haushaltssteckdose in sechs Stunden wieder aufladen. Ein nicht näher spezifizierter Schnelllademodus soll den Ladevorgang in 25 Minuten ermöglichen.

## Ausstattung
Der Kia Ray EV verfügt serienmäßig über sechs Airbags, ein elektronisches Stabilitätsprogramm (vergleichbar mit ESP), ein Navigationssystem, das auch die nächstgelegenen Schnellladestationen in Korea anzeigt, sowie über einen künstlichen Motorsound.
Wie alle Elektrofahrzeuge verursacht auch der Ray EV so gut wie keine Motorgeräusche und wird deshalb von Fußgängern nicht so leicht wahrgenommen. Daher hat Kia seinen EV mit einem System zur Erzeugung eines künstlichen Klanges ausgestattet, der bis Tempo 20 km/h aktiv wird.

## Galerie

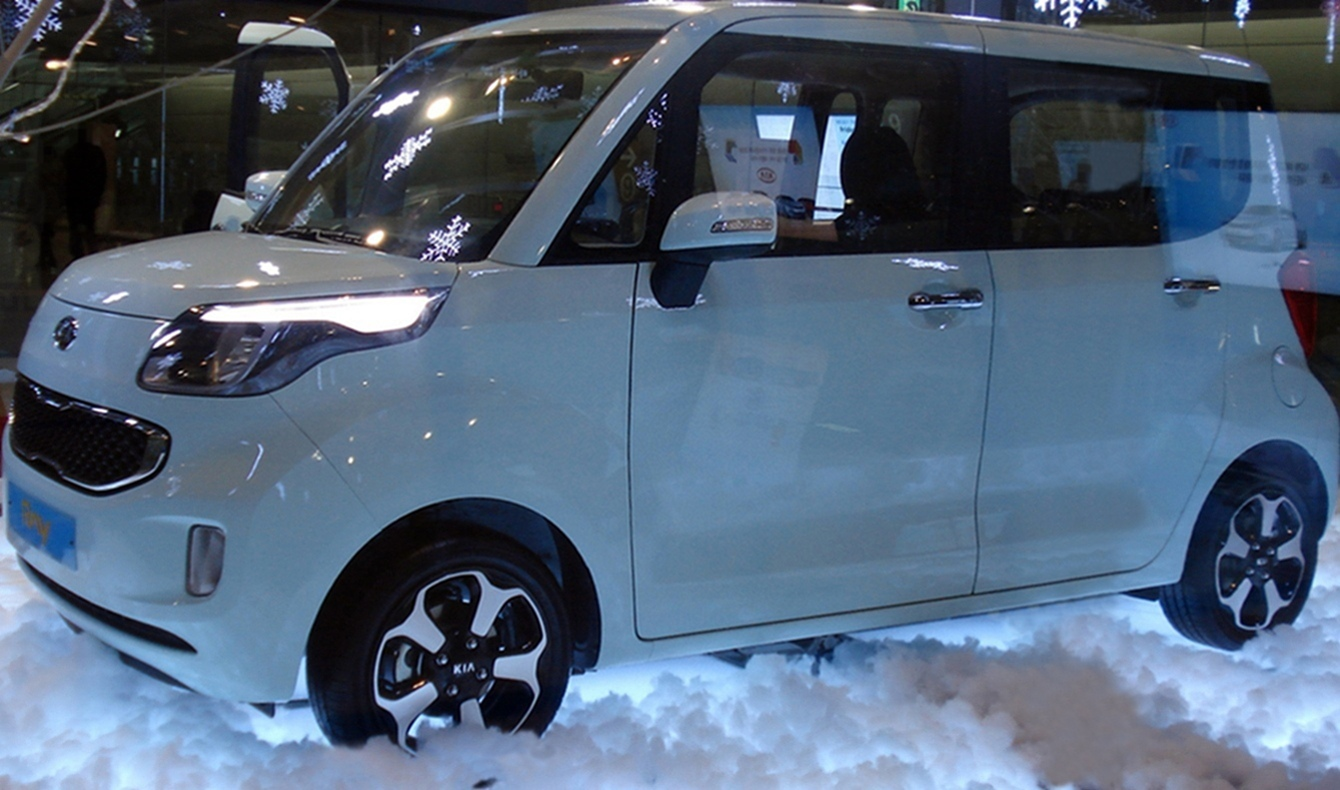
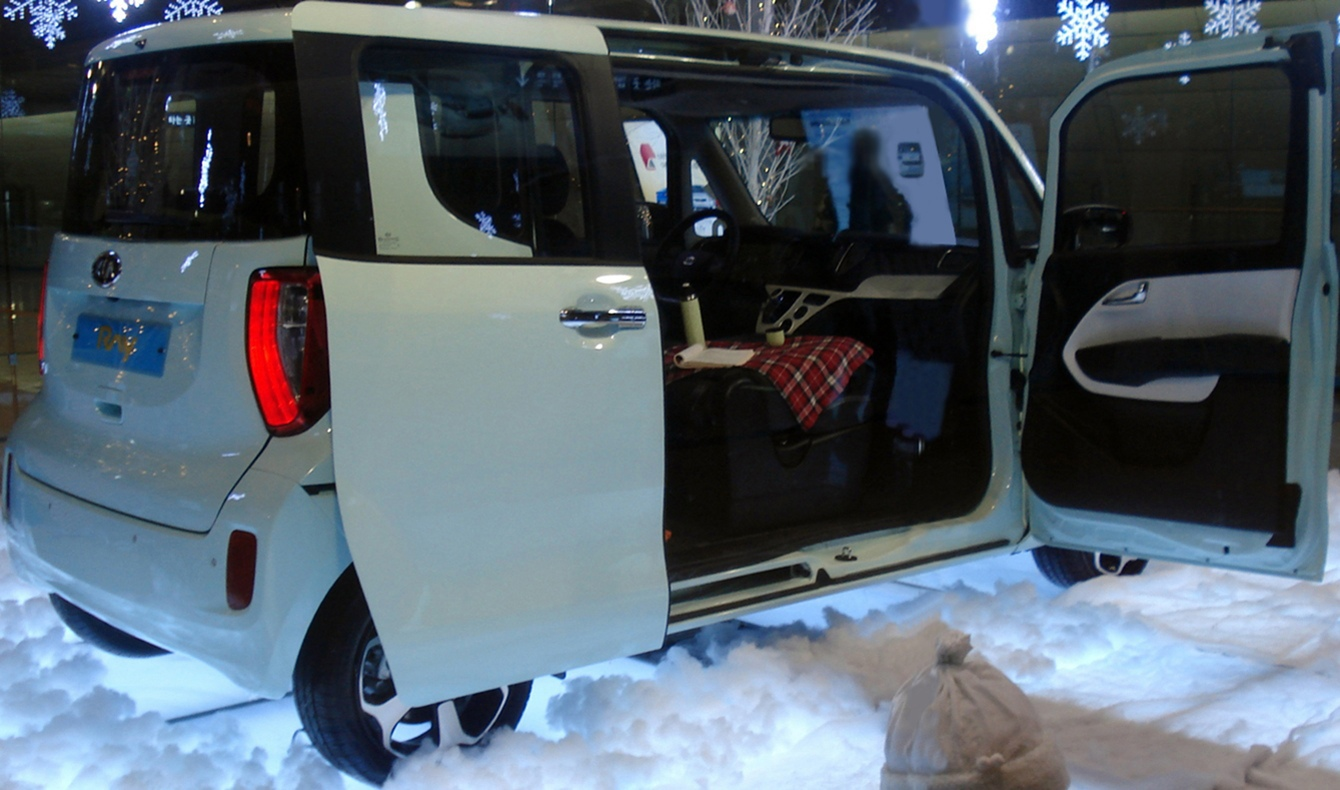
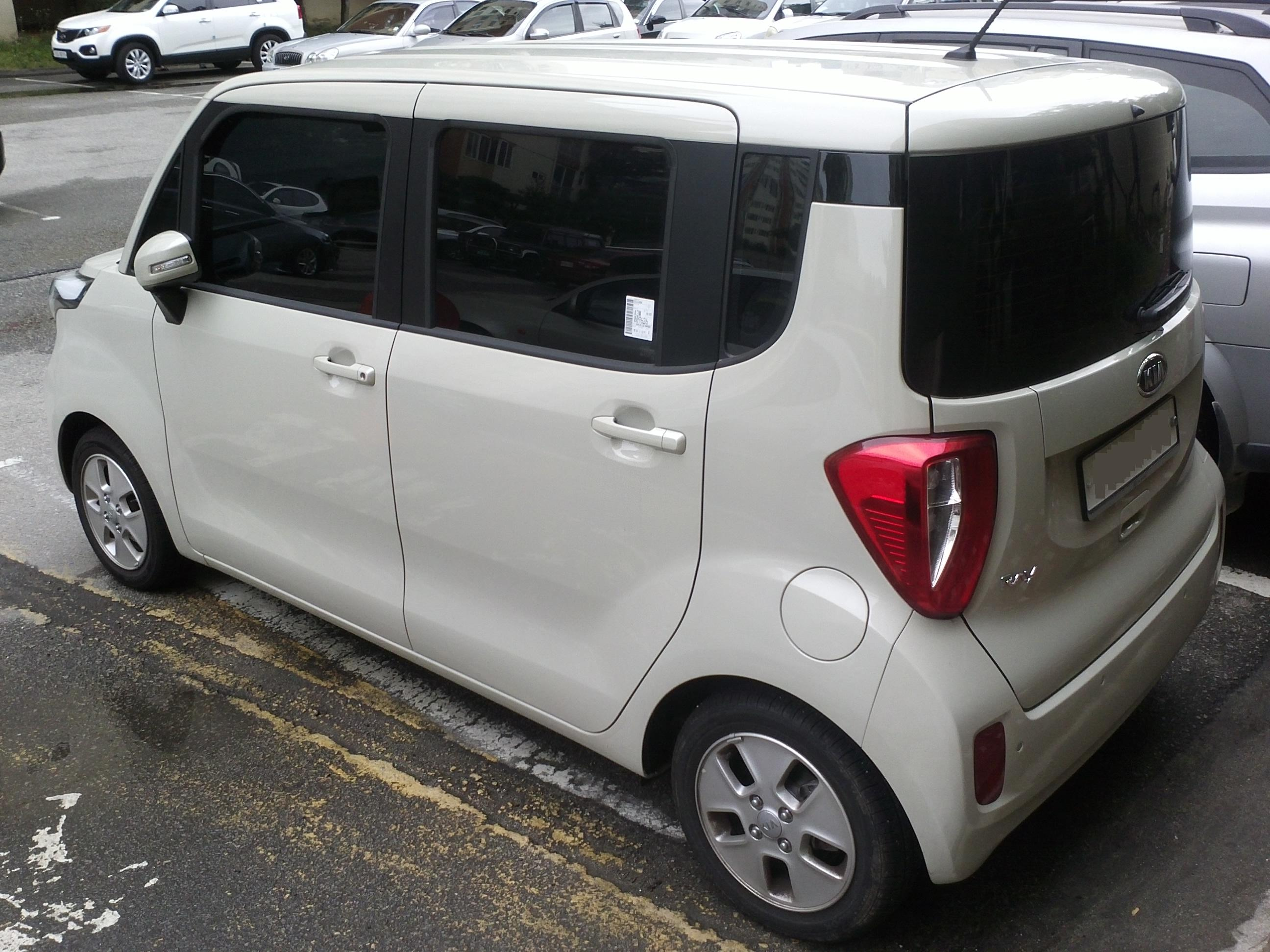
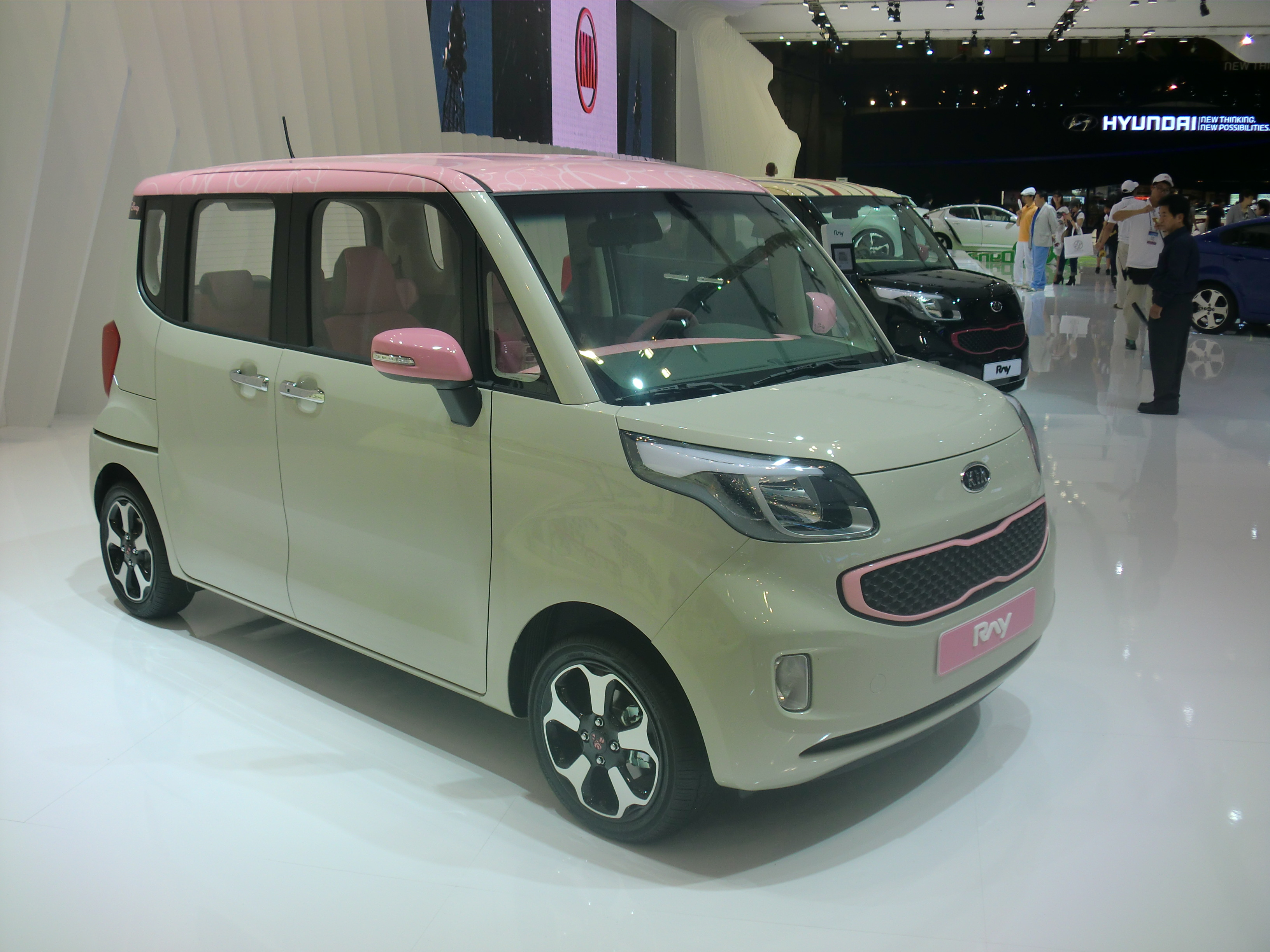
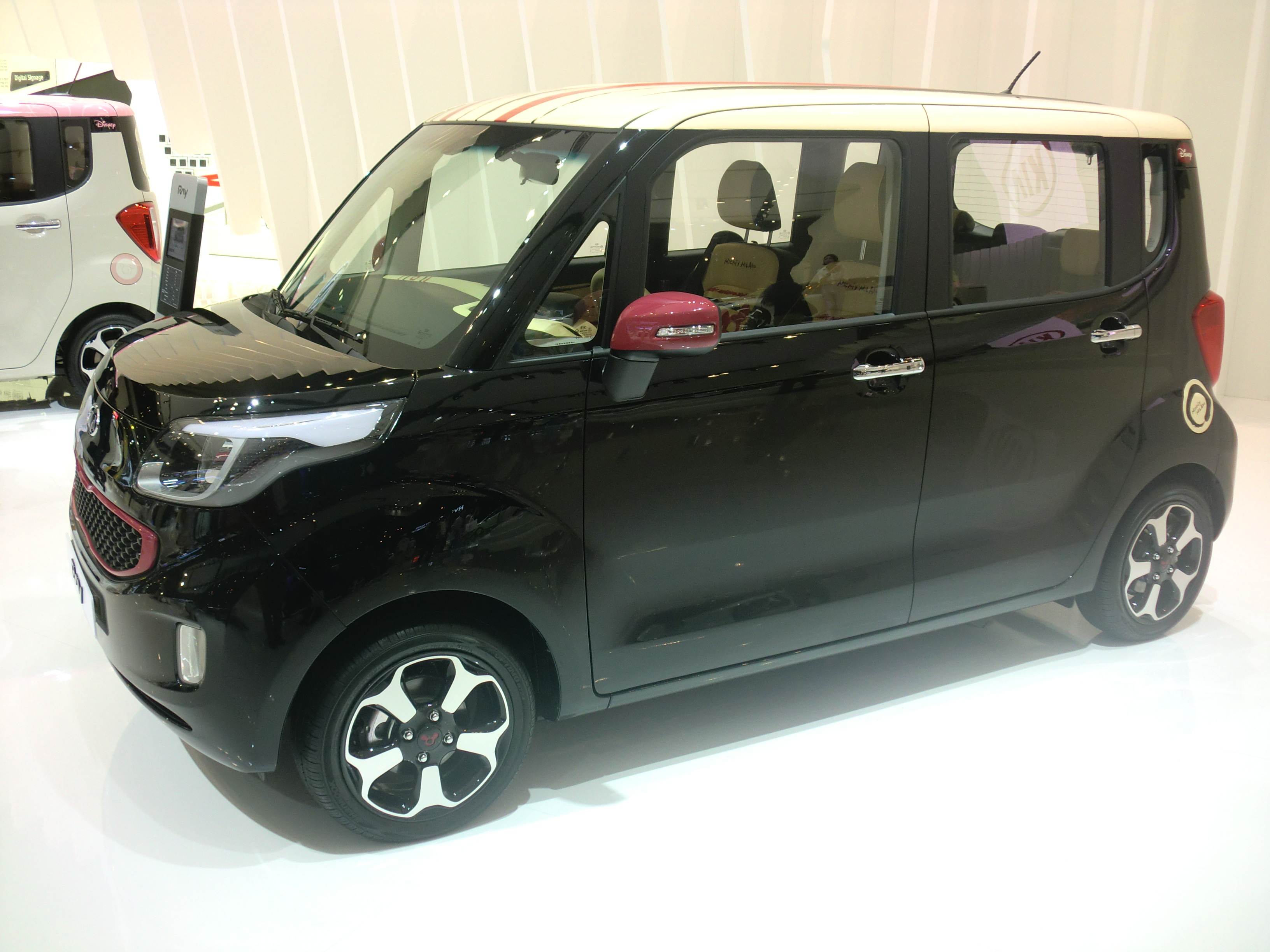